# Henri de Prusse (1862-1929)
Pour les articles homonymes, voir Henri de Prusse.
Albert Guillaume Henri de Prusse, prince de Prusse et d’Allemagne, est né le 14 août 1862 à Berlin et est décédé le 20 avril 1929 au manoir de Hemmelmark. Fils de l'empereur Frédéric III d'Allemagne et de la princesse Victoria du Royaume-Uni, il est de trois ans le frère cadet du Kaiser Guillaume II. 
En juillet 1914, il effectue une visite officieuse en Grande-Bretagne pour y sonder son cousin le roi George V sur l'attitude à attendre du Royaume-Uni en cas de guerre européenne. Le Cabinet étant divisé à ce moment, le roi lui répondit que son gouvernement ferait tout pour rester en dehors du conflit. Cette réponse dilatoire fut mal interprétée à Berlin et compte parmi les causes de la Première Guerre mondiale. 
Il est commandant en chef de la flotte de la Baltique pendant la Première Guerre mondiale. Il demeura au château de Kiel entre 1888 et 1918.

## Famille
Il épousa pendant le très court règne de son père en 1888 sa cousine utérine Irène de Hesse-Darmstadt, fille du grand-duc Louis IV de Hesse et de la princesse Alice, petite-fille de la reine Victoria, dont la sœur devint la tsarine Alexandra Feodorovna. Comme sa grand-mère et sa sœur, la princesse Irène transmit à ses fils le gène de l'hémophilie. 
Ils eurent trois enfants :
- Waldemar (de) (1889-1945) ;
- Sigismond (1896-1978) ;
- Henri (1900-1904).

## Biographie

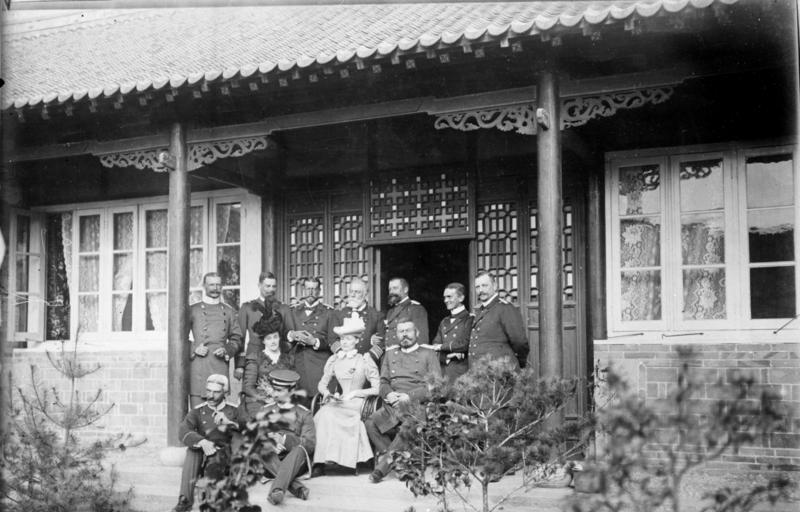
Le prince Henri de Prusse à Tsingtau (debout, 3e à gauche).

Henri de Prusse est d'abord éduqué à domicile, puis au lycée Frédéric de Cassel (de), qu'il quitte à l'âge de quinze ans pour entrer dans la marine impériale et se préparer à devenir officier de marine. Il fait un voyage de formation de deux ans autour du monde entre 1878 et 1880, à l'issue duquel il est reçu à ses examens d'officier.
Ce voyage lui a permis, entre autres, de visiter le Japon, où il demeure une année et est reçu à plusieurs reprises en audience par l''empereur. C'est à Suita, près d'Osaka, qu'il est arrêté (le prince voyage bien sûr incognito) une nuit à la préfecture après un incident survenu à une chasse. De ce voyage, un livre paraîtra en 1900 à l'intention de la jeunesse intitulé Des Prinzen Heinrich von Preußen Weltumseglung de Carl von der Boeck. Le rapport minutieux de ce séjour au Japon est archivé au ministère japonais des Affaires étrangères. Le prince entre à l'académie de marine de Kiel en 1884, dont il sort en 1886.
Le prince Henri a commandé de nombreux navires de guerre, dont son premier torpilleur en 1887, puis la première division de torpilleurs. Il commande en 1888 le yacht impérial, le SMY Hohenzollern, en 1889 et en 1890, le SMS Irene (croiseur baptisé du nom de sa jeune épouse), et en 1892 la SMS Beowulf, frégate blindée de défense côtière. Jusqu'en 1894, il commande le navire de ligne SMS Sachsen (de) et ensuite en 1895 le SMS Wörth.
En 1897, le prince Henri est nommé à la tête de la IIe division de l'escadre de croiseurs qui est chargée de la pacification en Chine, alors que l'Empire allemand se voit concéder un emplacement de la baie de Kiaou-Tchéou qui deviendra le port de Tsingtau (Tsingtao en français de l'époque). Le navire amiral est alors le SMS Deutschland. L'escadre participe aussi, dans le cadre de l'alliance des huit nations (dont la France), au retour à l'ordre en Chine après la guerre des Boxers en 1899-1900.
Le prince Henri, outre ses qualités militaires, poursuit aussi des activités diplomatiques. C'est le premier membre d'une famille régnante européenne à être reçu à la cour impériale de Pékin. Il est chef de toute l'escadre d'Extrême-Orient (Ostasiengeschwader) en 1899. Un an plus tard, il retourne en Europe pour devenir chef de la Ire escadre et en 1903, commandant de la base navale de la Baltique. il commande la Hochseeflotte de 1906 à 1909, quand il est nommé grand-amiral et inspecteur général de la marine, à la suite de l'amiral Koester.
Il devient commandant en chef de la flotte de la Baltique au début de la Première Guerre mondiale. Bien que ses moyens soient moindres que ceux de la flotte de la Baltique russe, il parvient à mettre les forces navales russes sur la défensive, jusqu'à la révolution d'Octobre, et les empêche d'attaquer les côtes allemandes. Le prince quitte le service actif en 1917, sa famille est marquée par la tragédie des Romanov, puisque sa belle-sœur est assassinée avec sa famille à Ekaterinbourg. Il quitte définitivement la marine à la chute de l'Empire en novembre 1918 et s'installe dans son manoir de Hemmelmark dans le Schleswig-Holstein, où il meurt d'un cancer de la gorge le  20 avril 1929.

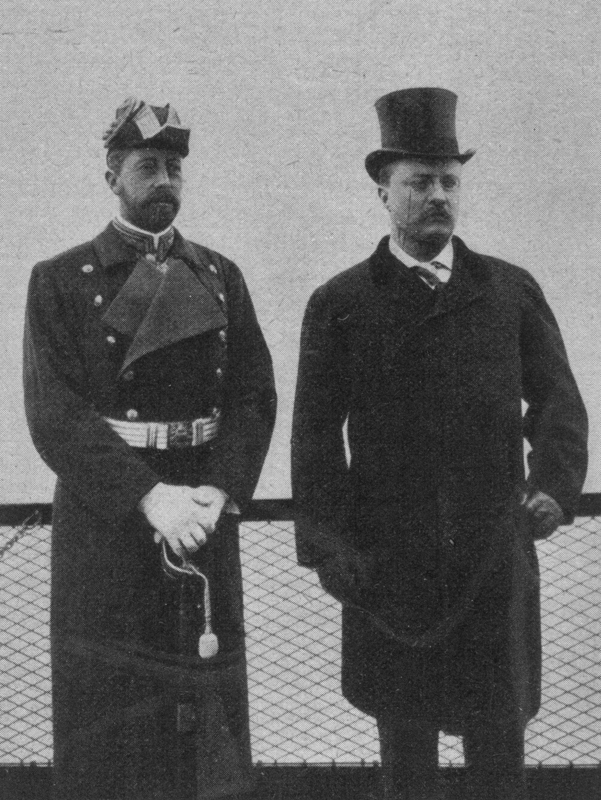
Le prince Henri de Prusse et le président Theodore Roosevelt en février 1902.

Le prince Henri était fort populaire, en Allemagne et n'avait pas le caractère changeant et colérique de son frère l'empereur Guillaume. Ses façons étaient accessibles, et il était respecté des hommes qu'il a pu commander.
Il était aussi doué de talents diplomatiques. Ainsi son voyage officiel aux États-Unis en 1902, pendant lequel l'accompagne Albert von Seckendorff, fut couronné de succès et suscita les louanges de la presse américaine, au-delà de la frange de la population d'origine allemande.
Le prince était aussi un yachtman talentueux et il participa, surtout à la fin de sa vie, à de nombreuses régates. Ce fut l'un des premiers membres du yacht club de Kiel (de), fondé en 1887, dont il fut plus tard le président. Il était aussi passionné des premières courses automobiles et le Prinz-Heinrich-Fahrt (le tour du prince Henri, précurseur du grand Prix automobile d'Allemagne) fut nommé en son honneur en 1908. Il patronnait aussi l'Automobile Club d'Allemagne, fondé en 1899.
Guillaume II n'eut de cesse d'éloigner son frère de la politique active, bien qu'il s'en servît comme représentant, jusqu'à la majorité du prince héritier. Le prince s'intéressait cependant peu à la politique et n'aurait pas été en mesure d'influencer son frère.

## Notes et références

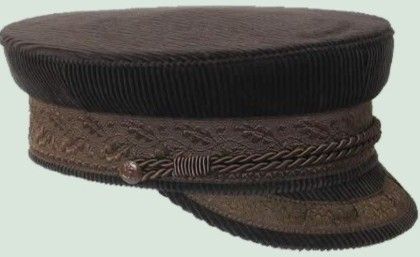
La casquette de marin du prince Henri. Les mêmes casquettes, fort populaires, étaient portées par nombre d'hommes en Allemagne au début du XXe siècle, suivant son exemple.